# Estadio Panamericano w San Cristóbal
Estadio Panamericano – stadion piłkarski w San Cristóbal, na Dominikanie. Używany głównie do rozgrywania meczów piłkarskich. Swoje mecze rozgrywają na nim reprezentacja Dominikany w piłce nożnej oraz drużyna piłkarska Club Deportivo Pantoja. Może pomieścić 2 800 widzów.